# فيليكس بيريز (لاعب كرة قدم)
فيليكس بيريز ماركوس (13 يونيو 1901 – 12 سبتمبر 1983) لاعب كرة القدم إسباني.

## المسيرة مع الأندية
على مستوى الأندية، لعب مع الفرق الثلاثة الرئيسية في مدريد في ذلك الوقت: ريال مدريد، راسينغ دي مدريد ‏ وأتلتيكو مدريد.

## المسيرة الدولية
كلاعب في ريال مدريد، كان مؤهلاً للعب مع فريق مدريد المستقل لكرة القدم، وكان جزءًا من الفريق الذي وصل إلى نهائي كأس أمير أستورياس 1923–24، وهي بطولة بين المناطق نظمها الاتحاد الملكي الإسباني لكرة القدم. في ذلك النهائي الشهير، كان فيليكس هو من افتتح التسجيل بعد 8 دقائق فقط أمام منتخب كتالونيا لكرة القدم في مباراة انتهت بالتعادل 4–4، قبل أن يخسروا المباراة المعادة بنتيجة 2-3 بعد يومين.
لعب مباراة دولية واحدة فقط مع منتخب إسبانيا، كانت ضد منتخب فرنسا في 27 مايو 1927.

## روابط خارجية
- فيليكس بيريز على موقع قاعدة بيانات كرة القدم.إي يو (الإنجليزية)
- فيليكس بيريز على موقع ناشيونال فوتبول تيمز (الإنجليزية)
- فيليكس بيريز على موقع أوليمبيديا (الإنجليزية)